# Tênis nos Jogos Pan-Americanos de 2023 - Duplas femininas
O torneio de duplas femininas do tênis nos Jogos Pan-Americanos de 2023 foi disputado entre 24 e 28 de outubro de 2023 no Centro Esportivo de Tênis, em Ñuñoa. Um total de 22 tenistas de 11 Comitês Olímpicos Nacionais (CON) participaram do evento.

## Calendário
Horário local (UTC−3).
| Data          | Hora  | Fase                |
| ------------- | ----- | ------------------- |
| 24 de outubro | 16:00 | Oitavas de final    |
| 25 de outubro | 12:00 | Oitavas de final    |
| 26 de outubro | 12:00 | Quartas de final    |
| 27 de outubro | 14:00 | Semifinais          |
| 28 de outubro | 17:30 | Disputa pelo bronze |
| 28 de outubro | 17:30 | Final               |

## Medalhistas
| Ouro   | BRA Laura Pigossi e Luisa Stefani               |
| Prata  | COL María Herazo González e María Paulina Pérez |
| Bronze | ARG María Lourdes Carlé e Julia Riera           |

## Cabeças de chave
As duplas cabeças de chave avançaram diretamente às quartas de final.
1. BRA Laura Pigossi / Luisa Stefani (campeãs, medalha de ouro)
2. COL María Herazo González / María Paulina Pérez (final, medalha de prata)
3. CHI Alexa Guarachi / Fernanda Labraña (semifinal, quatro lugar)
4. ARG María Lourdes Carlé / Julia Riera (semifinal, medalha de bronze)

## Resultados
A competição foi realizada ao longo de cinco dias até a definição das medalhistas:

### Legenda
| - Q = Qualifier - WC = Wild Card (convidado/a) - LL = Lucky Loser | - Alt = Alternate - SE = Special Exempt - PR = Protected Ranking (ranking protegido) | - w/o ou w.o. = Walkover (não compareceu) - r ou ab. = Retired (abandonou) - d = Defaulted (desclassificado) |

| Oitavas de final | Oitavas de final                   | Oitavas de final | Oitavas de final | Oitavas de final |  |   | Quartas de final                   | Quartas de final             | Quartas de final | Quartas de final | Quartas de final |  |  | Semifinal | Semifinal                          | Semifinal | Semifinal | Semifinal |  |                     | Final                        | Final                              | Final               | Final               | Final |
|                  |                                    |                  |                  |                  |  |   |                                    |                              |                  |                  |                  |  |  |           |                                    |           |           |           |  |                     |                              |                                    |                     |                     |       |
| 1                | BRA L Pigossi BRA L Stefani        |                  |                  |                  |  |   |                                    |                              |                  |                  |                  |  |  |           |                                    |           |           |           |  |                     |                              |                                    |                     |                     |       |
|                  | Bye                                |                  |                  |                  |  |   | 1                                  | BRA L Pigossi BRA L Stefani  | 6                | 6                |                  |  |  |           |                                    |           |           |           |  |                     |                              |                                    |                     |                     |       |
|                  | Bye                                |                  |                  |                  |  |   | ECU M Reasco ECU C Romero          | 2                            | 3                |                  |                  |  |  |           |                                    |           |           |           |  |                     |                              |                                    |                     |                     |       |
|                  | ECU M Reasco ECU C Romero          |                  |                  |                  |  |   |                                    |                              |                  |                  |                  |  |  | 1         | BRA L Pigossi BRA L Stefani        | 6         | 6         |           |  |                     |                              |                                    |                     |                     |       |
| 3                | CHI A Guarachi CHI F Labraña       |                  |                  |                  |  |   |                                    |                              |                  |                  |                  |  |  | 3         | CHI A Guarachi CHI F Labraña       | 2         | 3         |           |  |                     |                              |                                    |                     |                     |       |
|                  | Bye                                |                  |                  |                  |  |   | 3                                  | CHI A Guarachi CHI F Labraña | 6                | 6                |                  |  |  |           |                                    |           |           |           |  |                     |                              |                                    |                     |                     |       |
|                  | URU T Licht URU J Rodríguez        | 3                | 710              | [12]             |  |   | URU T Licht URU J Rodríguez        | 0                            | 3                |                  |                  |  |  |           |                                    |           |           |           |  |                     |                              |                                    |                     |                     |       |
|                  | HON D Obando HON N Espinal         | 6                | 68               | [10]             |  |   |                                    |                              |                  |                  |                  |  |  |           |                                    |           |           |           |  |                     | 1                            | BRA L Pigossi BRA L Stefani        | 7                   | 6                   |       |
|                  | EAI D Domínguez EAI A Weedon       | 6                | 6                |                  |  |   |                                    |                              |                  |                  |                  |  |  |           |                                    |           |           |           |  |                     | 2                            | COL M Herazo González COL MP Pérez | 5                   | 3                   |       |
|                  | ESA D Aguilar ESA V Cruz           | 4                | 0                |                  |  |   |                                    | EAI D Domínguez EAI A Weedon | 5                | 0                |                  |  |  |           |                                    |           |           |           |  |                     |                              |                                    |                     |                     |       |
|                  | Bye                                |                  |                  |                  |  | 4 | ARG ML Carlé ARG J Riera           | 7                            | 6                |                  |                  |  |  |           |                                    |           |           |           |  |                     |                              |                                    |                     |                     |       |
| 4                | ARG ML Carlé ARG J Riera           |                  |                  |                  |  |   |                                    |                              |                  |                  |                  |  |  | 4         | ARG ML Carlé ARG J Riera           | 65        | 6         | [5]       |  |                     |                              |                                    |                     |                     |       |
|                  | DOM K Williford DOM A Zamburek     | 3                | 4                |                  |  |   |                                    |                              |                  |                  |                  |  |  | 2         | COL M Herazo González COL MP Pérez | 7         | 2         | [10]      |  |                     |                              |                                    |                     |                     |       |
|                  | PER A Iamachkine PER L Pérez       | 6                | 6                |                  |  |   |                                    | PER A Iamachkine PER L Pérez | 5                | 4                |                  |  |  |           |                                    |           |           |           |  | Disputa pelo bronze | Disputa pelo bronze          | Disputa pelo bronze                | Disputa pelo bronze | Disputa pelo bronze |       |
|                  | Bye                                |                  |                  |                  |  | 2 | COL M Herazo González COL MP Pérez | 7                            | 6                |                  |                  |  |  |           |                                    |           |           |           |  | 3                   | CHI A Guarachi CHI F Labraña | 3                                  | 3                   |                     |       |
| 2                | COL M Herazo González COL MP Pérez |                  |                  |                  |  |   |                                    |                              |                  |                  |                  |  |  |           |                                    |           |           |           |  |                     | 4                            | ARG ML Carlé ARG J Riera           | 6                   | 6                   |       |